# Alta Francia
Alta Francia o en menor medida Altos de Francia (en francés: Hauts-de-France) es una de las trece regiones administrativas que, junto con los territorios de Ultramar, conforman la República Francesa. Su capital y ciudad más poblada es Lille.
Está ubicada en el extremo norte del país, limitando al noroeste y norte con el canal de la Mancha, al noreste con Bélgica, al sureste con Gran Este, al sur con Isla de Francia y al suroeste con Normandía. Con 5 960 000 hab. en 2012 es la tercera región más poblada —por detrás de Isla de Francia y Auvernia-Ródano-Alpes— y con 187 hb/km², la segunda más densamente poblada, por detrás de Isla de Francia.
Se creó por la reforma territorial de 2014 fusionándose Norte-Paso de Calais y Picardía, y entró en vigor el 1 de enero de 2016. El Consejo de Estado de Francia aprobó Hauts-de-France como el nombre de la región el 28 de septiembre de 2016, con efecto a partir del 30 de septiembre de 2016.

## Toponimia
El topónimo francés Hauts-de-France (literalmente en español: Altos de Francia) denomina las tierras septentrionales del país y así lo respalda la definición del sustantivo hauts como las tierras de latitudes boreales.
El topónimo en español altos de Francia por el contrario denominaría únicamente a los territorios franceses a mayor altitud sobre el nivel del mar como el caso de los Altos Alpes o los Altos Pirineos, que efectivamente se encuentran a más altitud y que emplean el término 'altos' como adjetivo pero no como sustantivo ('altos de...'). Por otro lado, el departamento francés de Hauts-de-Seine se traduce como Altos del Sena ya que su nombre fue dado gracias a la línea de colinas calcáreas de 160-170m que bordean el río Sena en el oeste parisino. Diversas lenguas romances como el italiano y el portugués traducen el topónimo como Alta Francia.
Tras largos debates en los que se valoraron otras opciones, el consejo regional decidió que la región Nord-Pas-de-Calais-Picardie se llamara Hauts-de-France.

## Geografía
La región limita con Bélgica al noreste, el canal de la Mancha al noroeste, así como las regiones francesas del Gran Este al sureste, Isla de Francia al sur y Normandía hacia el suroeste.

## Principales comunidades
1. Lille (227 560 hab.)
2. Amiens (133 448 hab.)
3. Roubaix (94 713 hab.)
4. Tourcoing (91 923 hab.)
5. Dunkerque (90 995 hab.)
6. Calais (72 589 hab.)
7. Villeneuve-d'Ascq (62 308 hab.)
8. San Quintín (55 978 hab.)
9. Beauvais (55 289 hab.)
10. Valenciennes (42 989 hab.)

## Patrimonio

### Patrimonio natural

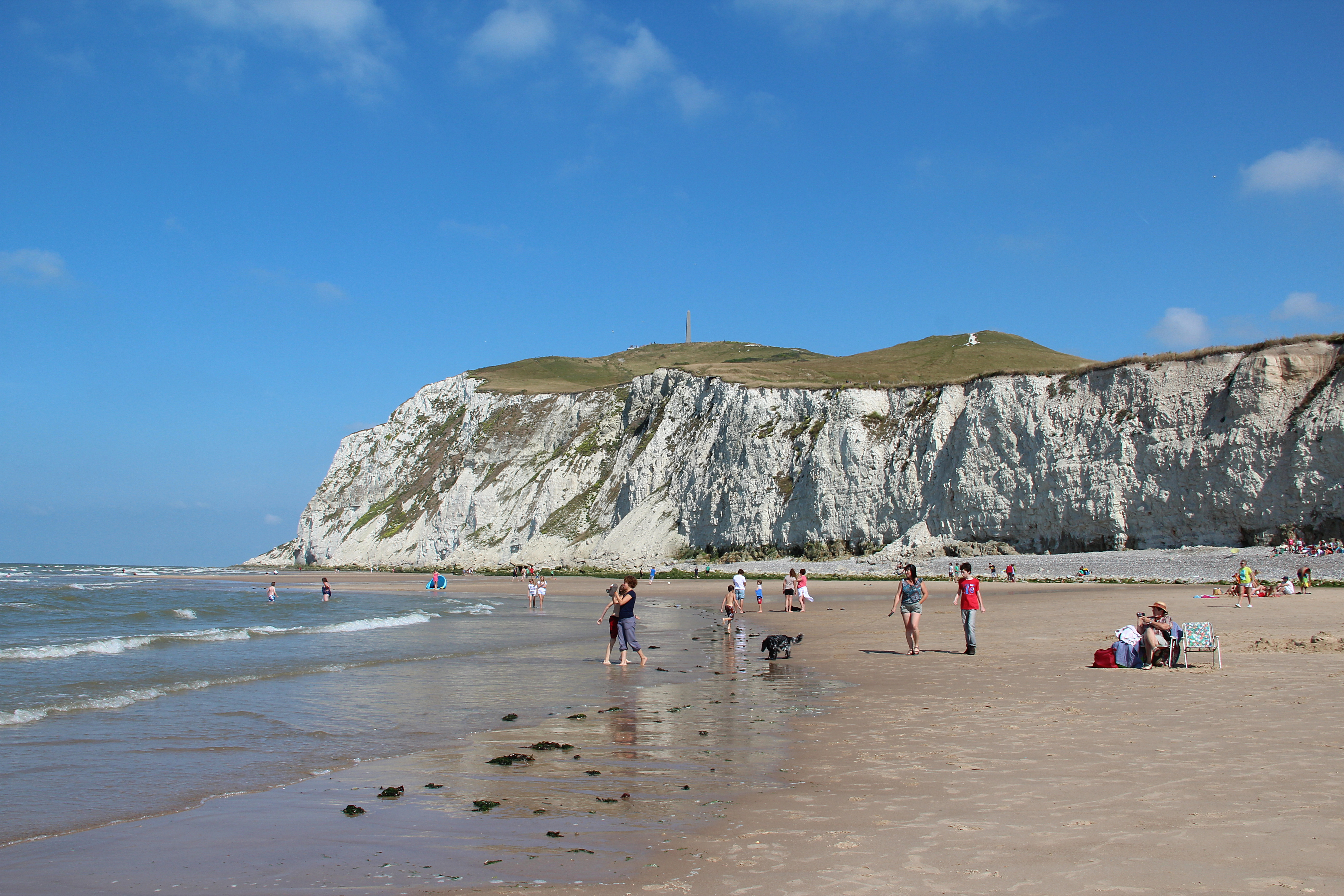
Le cabo Blanc-Nez.

#### Reservas naturales nacionales
- la Reserva natural nacional de la bahía del Somme;
- la Reserva natural nacional de la bahía de Canche;
- la Reserva natural nacional del étang Saint-Ladre;
- la Reserva natural nacional de las grutas y de las pelouses de Acquin-Westbécourt y de las coteaux de Wavrans-sur-l'Aa;
- la Reserva natural nacional de las landas de Versigny;
- la Reserva natural nacional de los marais d'Isle;
- la Reserva natural nacional del marais de Vesles-et-Caumont;
- la Reserva natural nacional del Platier de Oye;
- la Reserva natural nacional de la duna Marchand;
- la Reserva natural nacional de los étangs del Romelaëre.

#### Parques naturales regionales
- el parque natural marino de los estuarios picardos y de la mar de Ópalo;
- el parque natural regional de los cabos y marais de Ópalo;
- el parque natural regional Scarpe-Escaut;
- el parque natural regional Oise-Pays de France;
- el parque natural regional del Avesnois;

#### Sitios naturales
En el litoral:

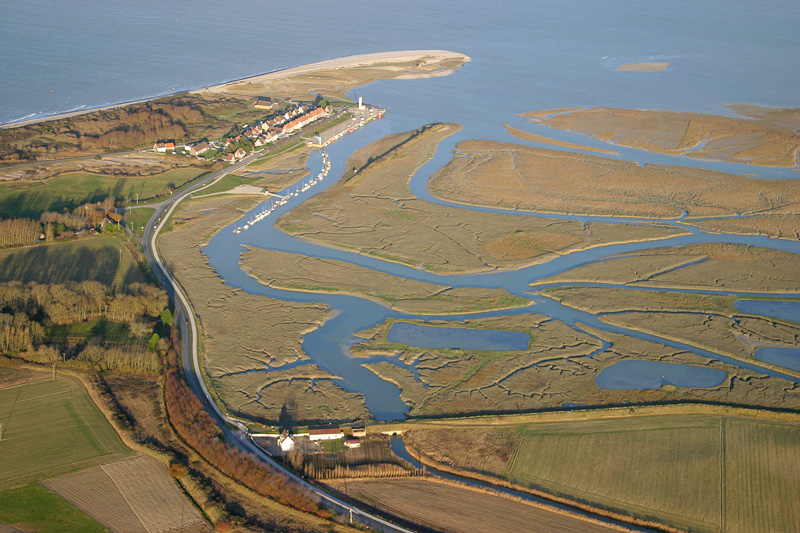
Bahía del Somme, el asa del Hourdel.

- Cabo Blanc-Nez (Gran Sitio de Francia)
- Cabo Gris-Nez (Gran Sitio de Francia)
- Marais de Condette
- Dunas del Escalda
- Bahía de Authie
- Bahía del Somme (Gran Sitio de Francia)
- Hâble d'Ault

En el interior:
- en Aisne:
  - Reserva natural regional du coteau de Chartèves

- en Nord:
  - Reserva natural regional del coteau de Chartèves
  - Reserva natural del Jardín ecológico del Vieux-Lille
  - Reserva natural regional del marais de Wagnonville
  - Reserva natural regional des Annelles, Lains y Pont Pinnet
  - Reserva natural regional de las praderas del valle de Sambre
  - Reserva natural regional de las praderas del Schoubrouck
  - Reserva natural regional de la turbera de Vred
  - Reserva natural regional du marais de Wagnonville
  - Reserva natural regional de las praderas del valle de Sambre
  - Reserva natural regional du pré des Nonnettes
  - Reserva natural regional de la turbera de Vred
  - Reserva natural regional de Pantegnies
  - Reserva natural regional de los montes de Baives
  - Reserva natural regional del río Escalda

- en Oise:
  - Monte Ganelon
  - Monte César
  - Reserva natural regional de los larris y turberas de Saint-Pierre-es-Champs

- en Pas-de-Calais:
  - Marais audomarois

- en Somme:
  - Hortillonnages d'Amiens
  - Montaña de Eclusier-Vaux
  - Montaña de Frise
  - Montaña de Montenoy
  - Grand Marais de La Queue
  - Étangs de La Barette

#### Bosques
Con 428 000 hectáreas de bosque (72% privado) que producen 4 000 000 m³/año de madera, es la última región de Francia en términos de superficie forestal (13,4% del espacio), pero la 5.ª región en consumo de madera.
Fuera de la forestación ONF, el bosque es propiedad de poco más de 120 000 propietarios, a menudo detentores de pequeñas parcelas (solamente 1900 de ellos poseen una mata de 25 hectáreas o más). Este bosque moviliza para su gestión y explotación unas 8800 empresas (42 000 empleos) de acuerdo con la patronal Nord-Picardie Bois en 2017.
Después de una larga fase de declive desde la Alta Edad Media hasta la Revolución Industrial, este bosque ha recuperado terreno y todavía está en expansión (+10% en quince años, de 2000 a 2010). Es de hoja caduca en más del 90%, y el enresinamiento está ahí en lo esencial artificial. Las plantaciones de álamos son numerosas, también artificiales, y sobre todo en los valles húmedos.
Los bosques de más de 1000 ha son: 
- Bosque de Andigny
- Bosque de Boulogne
- Bosque de Chantilly
- Bosque de Compiègne
- Bosque de Crécy
- Bosque de Desvres
- Bosque de Ermenonville
- Bosque de Halatte
- Bosque de Hesdin
- Bosque de Hez-Froidmont
- Bosque de Hirson - Bosque de Saint-Michel-en-Thiérache
- Bosque de Laigue
- Bosque de Mormal
- Bosque de Nieppe
- Bosque de Ourscamp-Carlepont
- Bosque de Raismes-Saint-Amand-Wallers
- Bosque de Retz
- Bosque de Rihoult-Clairmarais
- Bosque de Saint-Gobain
- Bosque de Thelle

### Monumentos y sitios históricos

#### Inscritos en el patrimonio mundial de la Unesco
La región cuenta con varios sitios o conjuntos de sitios que forman parte del patrimonio de la humanidad de la Unesco:
- la catedral de Notre Dame de Amiens por la coherencia de la planta, la belleza del alzado interior en tres niveles y la disposición de un programa escultórico extremadamente sabio en la fachada principal y el brazo sur de transepto,[22] después en tanto que monumento de los Caminos de Santiago de Compostela en Francia ( Patrimonio de la Humanidad     (1981, 1998));
- la iglesia Saint-Jacques-le-Majeur-et-Saint-Jean-Baptiste de Folleville en tanto que monumento de los Caminos de Santiago de Compostela en Francia ( Patrimonio de la Humanidad     (1998));
- la iglesia Saint-Jacques de Compiègne en tanto que monumento de los Caminos de Santiago de Compostela en Francia ( Patrimonio de la Humanidad     (1998));
- los beffrois de Nord, de Pas-de-Calais y de Somme (en número de 23) ( Patrimonio de la Humanidad );
- la ciudadela de Arras, que forma parte de las Fortificaciones de Vauban ( Patrimonio de la Humanidad     (2008));
- la cuenca minera del Nord-Pas-de-Calais (353 elementos répartis sur 109 sitios incluyendo charbonnages, castilletes, terrils, ciudades mineras, manoirs, iglesias y diversos monumentos) ( Patrimonio de la Humanidad     (2012)).

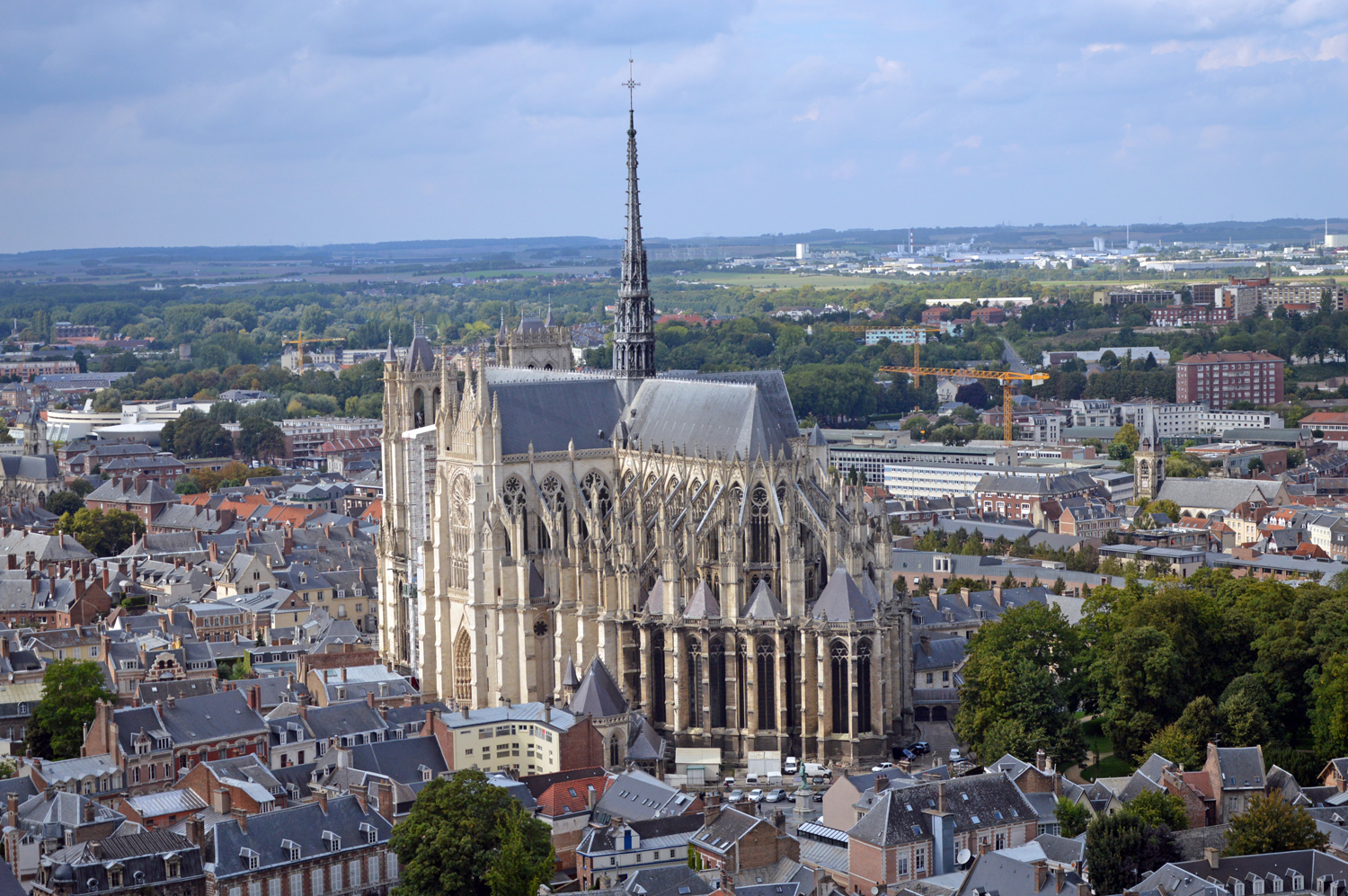
La catedral de Notre Dame de Amiens
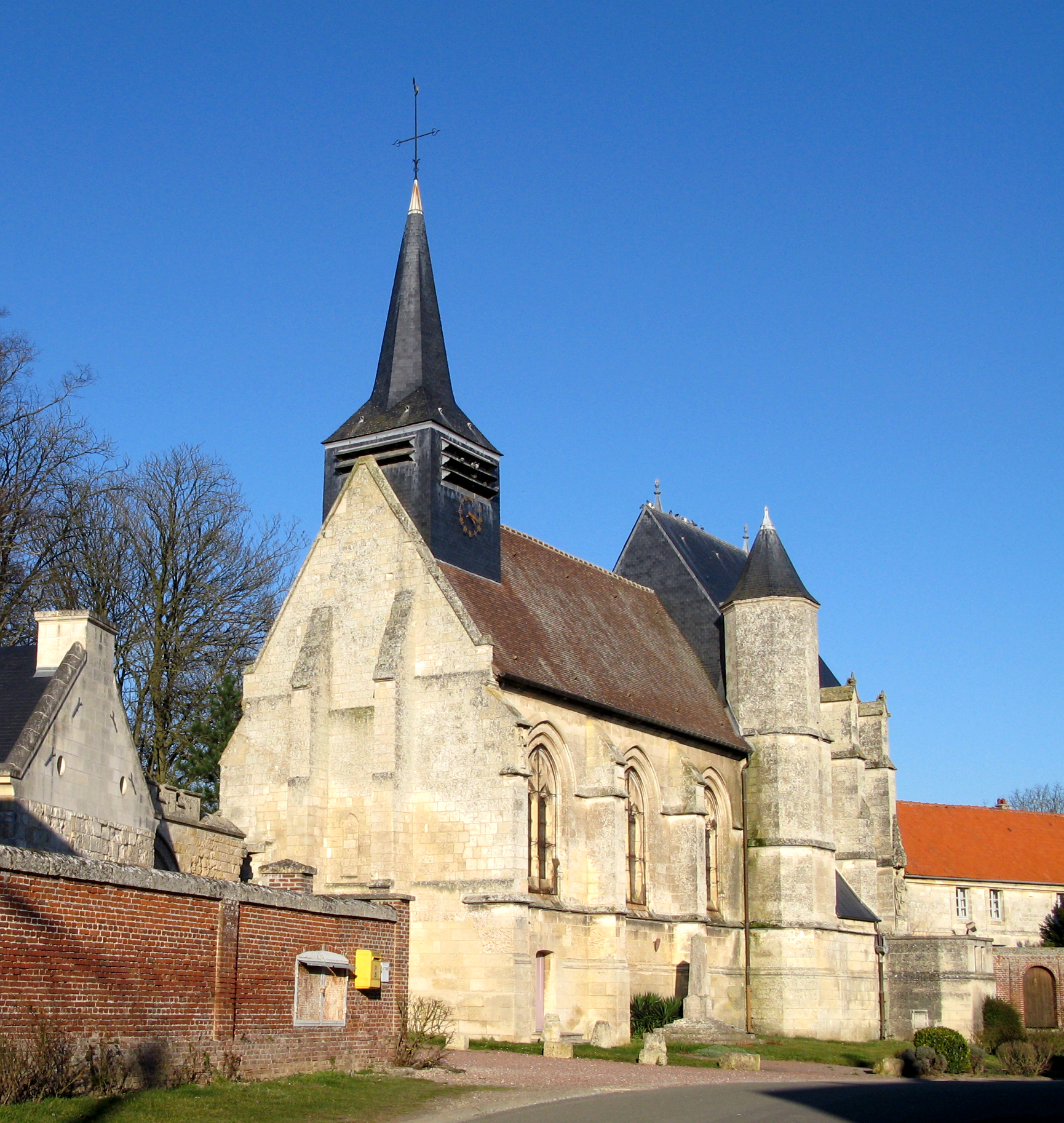
La iglesia de Folleville
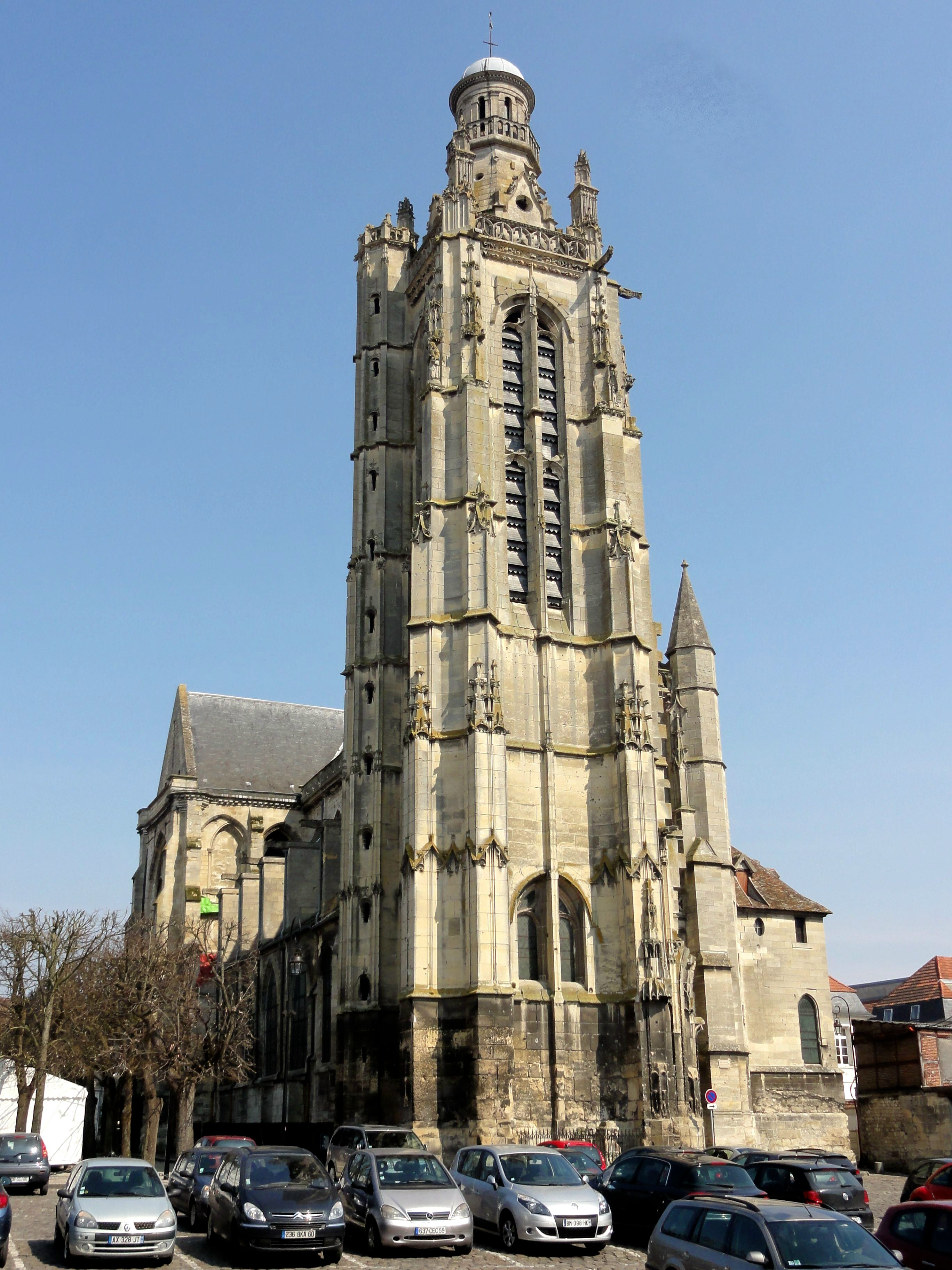
La iglesia Saint-Jacques de Compiègne
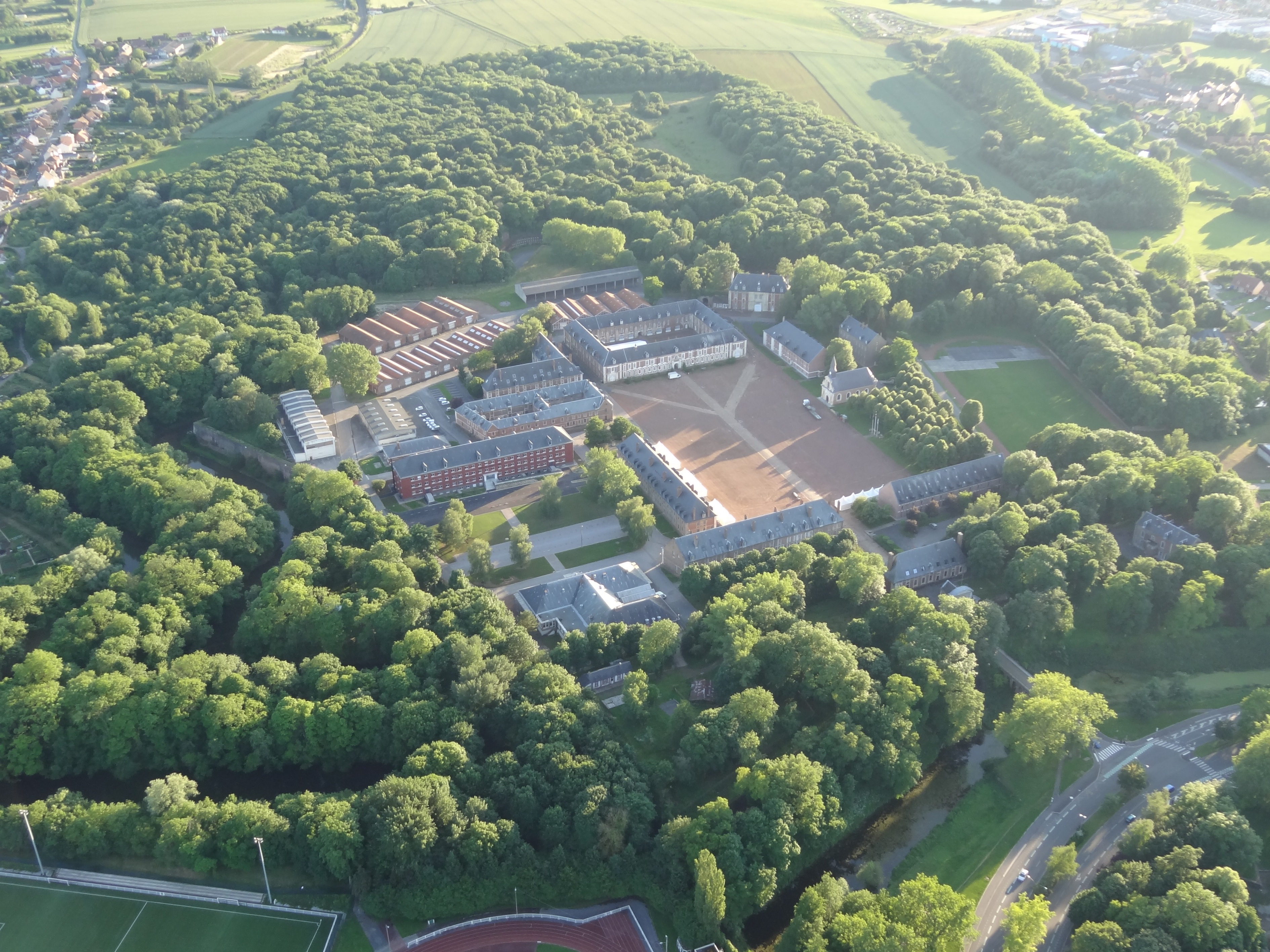
La ciudadela de Arrás
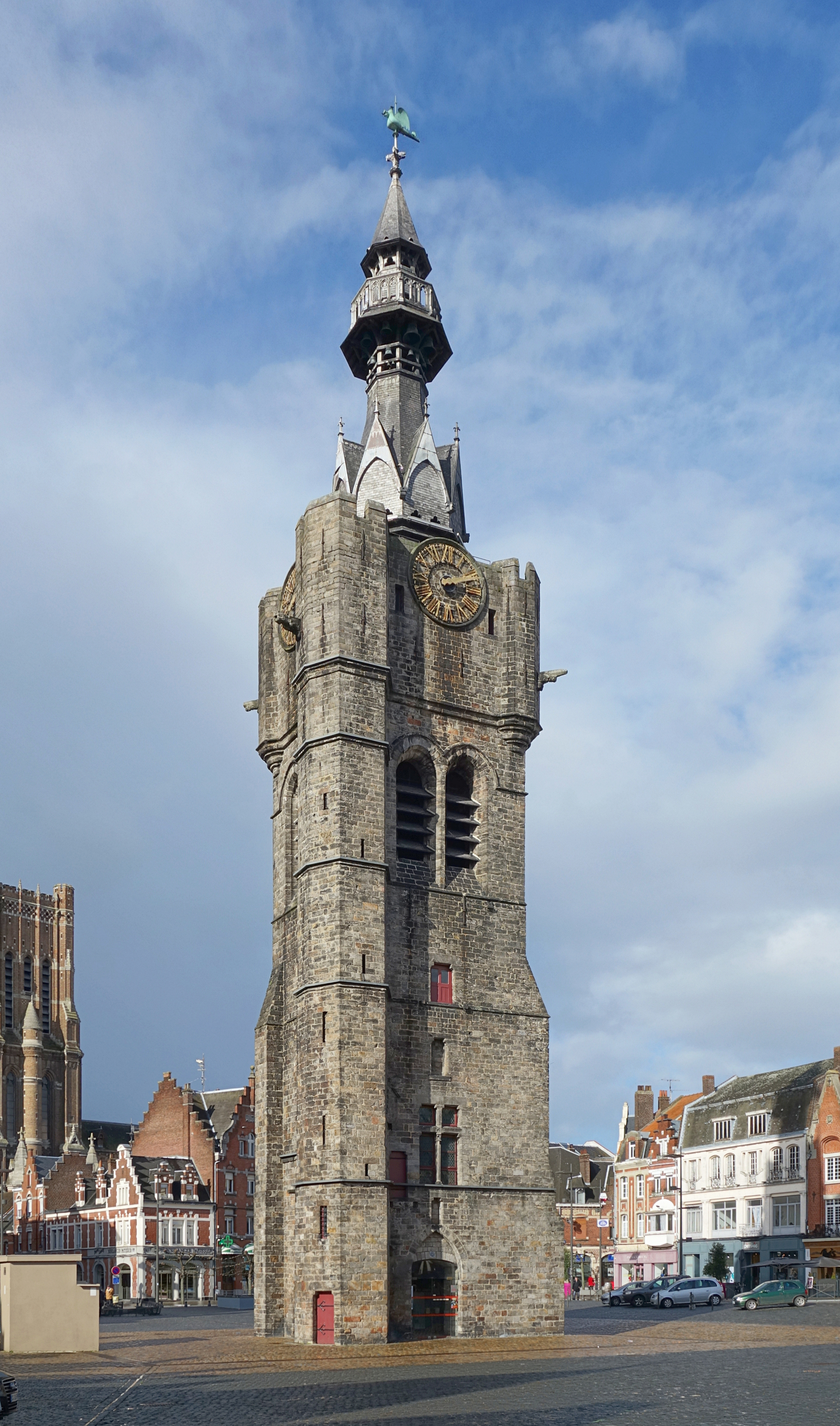
Beffroi de Béthune
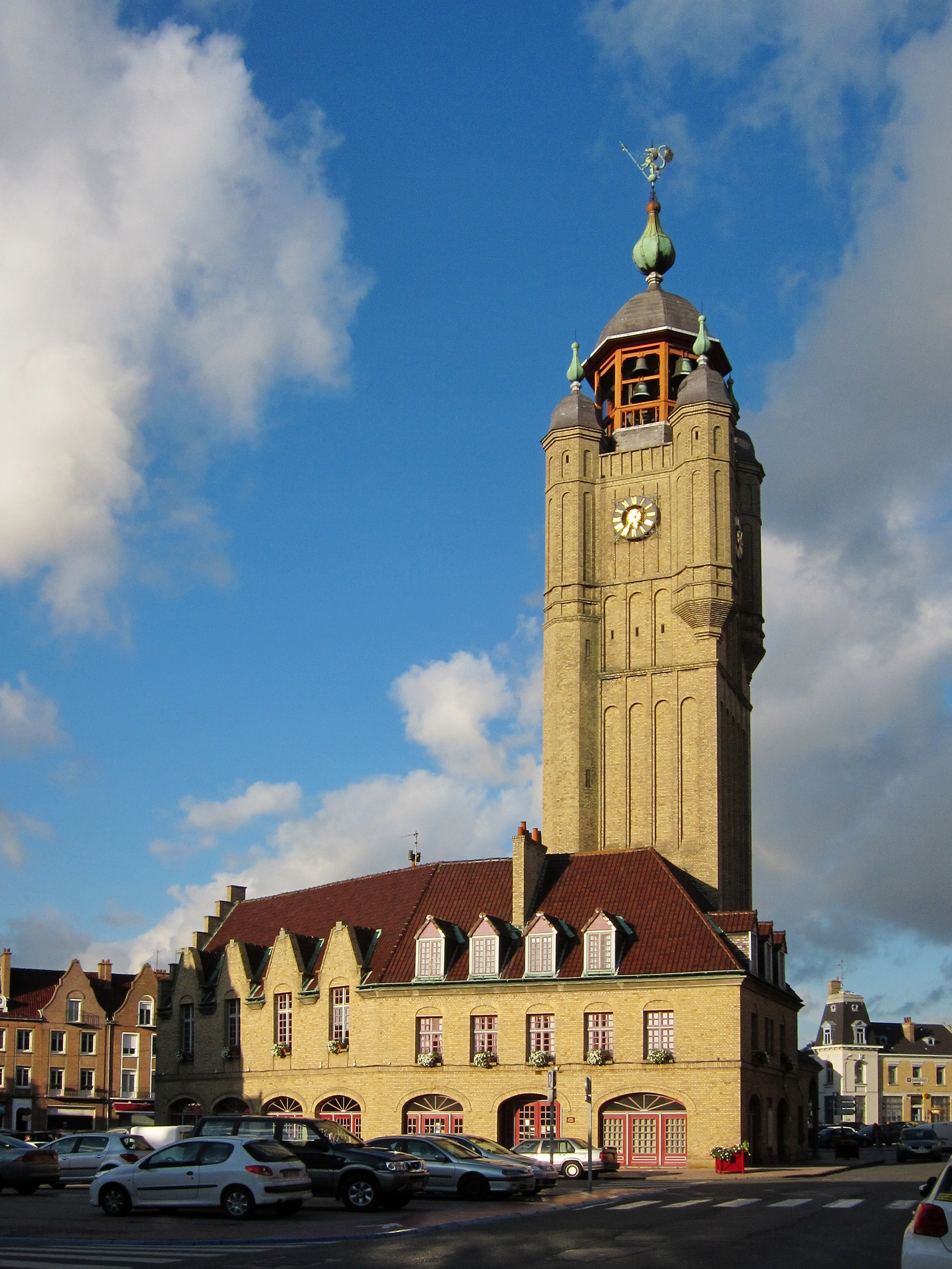
El beffroi de Bergues, cerca de Dunkerque
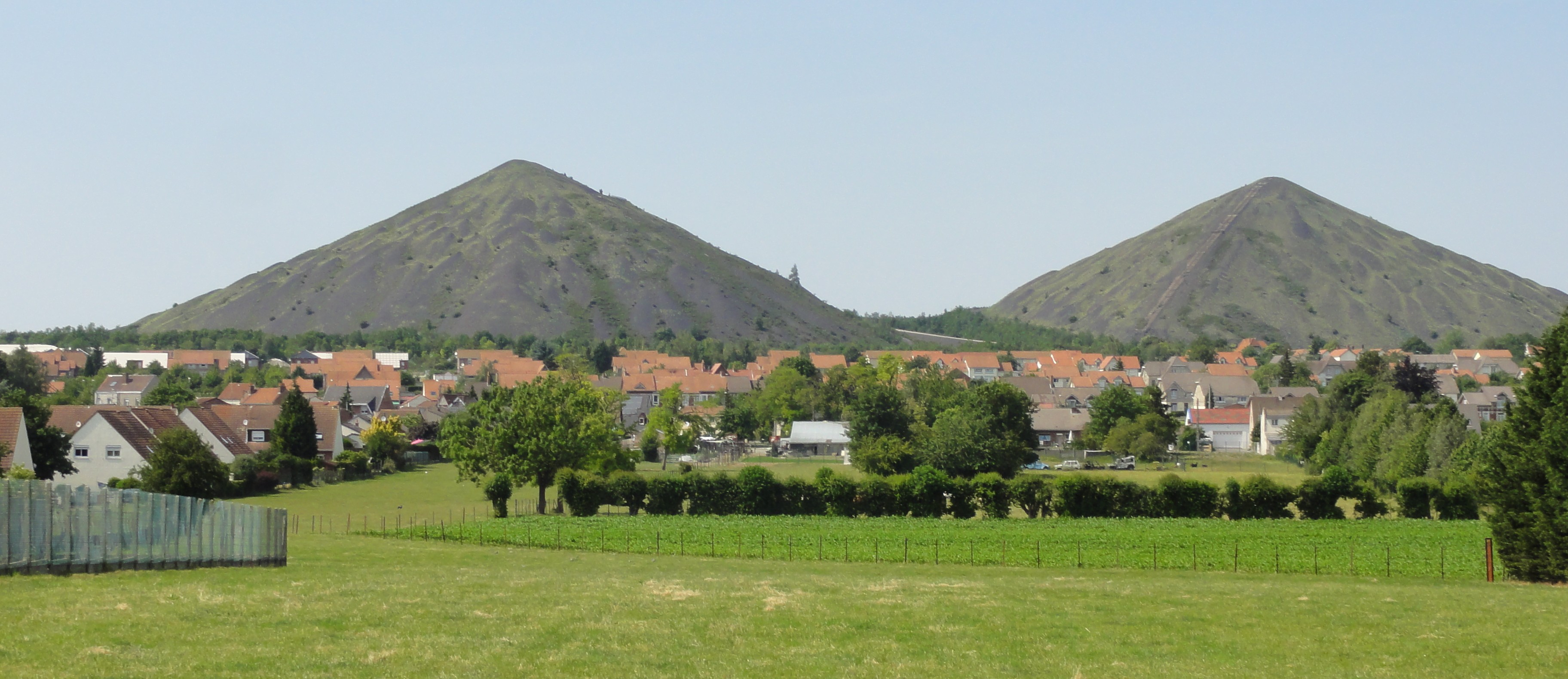
Los terriles de la fosse 11 - 19 de las minas de Lens
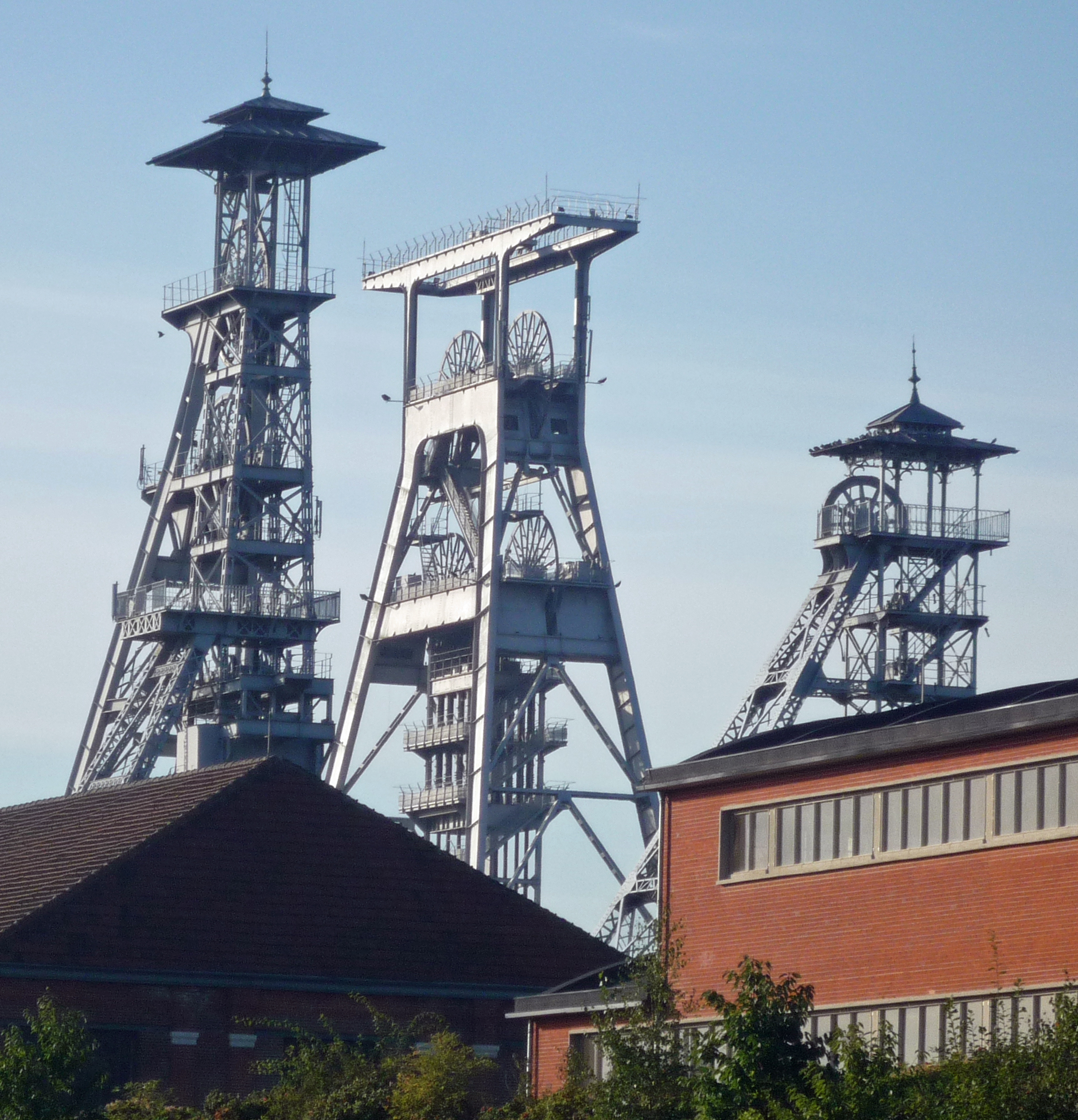
Los castilletes de la fosse Arenberg

#### Los monumentos góticos
El territorio de la región fue uno de los lugares donde la arquitectura gótica alcanzó su apogeo, en los siglos XII-XIII, particularmente en el sur de la región (que era parte del dominio real). Este estilo, a continuación, irradió por toda Europa. Muchas grandes catedrales son testimonios prestigiosos de este aventura arquitectónica.
El gótico temprano está ilustrado por las catedrales de Noyon, de Laon y de Senlis, mientras que las principales catedrales góticas del norte de la región, las de Arras, de Cambrai y de Thérouanne, que también pertenecía en gran parte al gótico temprano , ahora han desaparecido. El gótico clásico y el gótico radiante, es decir, el apogeo de la arquitectura gótica, están marcados en la zona por una carrera hacia la ligereza arquitectónica y el gigantismo, bien representada cronológicamente por las catedrales de Soissons, de Amiens y de Beauvais.
La Picardía marítima fue uno de los lugares donde floreció el gótico flamígero con la iglesia de San Vulfran de Abbeville, la capilla del Saint-Esprit de Rue y la abadía de San Ricario. La basílica de Saint-Quentin, a su vez, reúne todos los estilos desde el románico hasta el barroco. Hay que destacar también la existencia de muchas abadías, colegiales e iglesias parroquiales más pequeñas que ilustran esta arquitectura en toda la región.

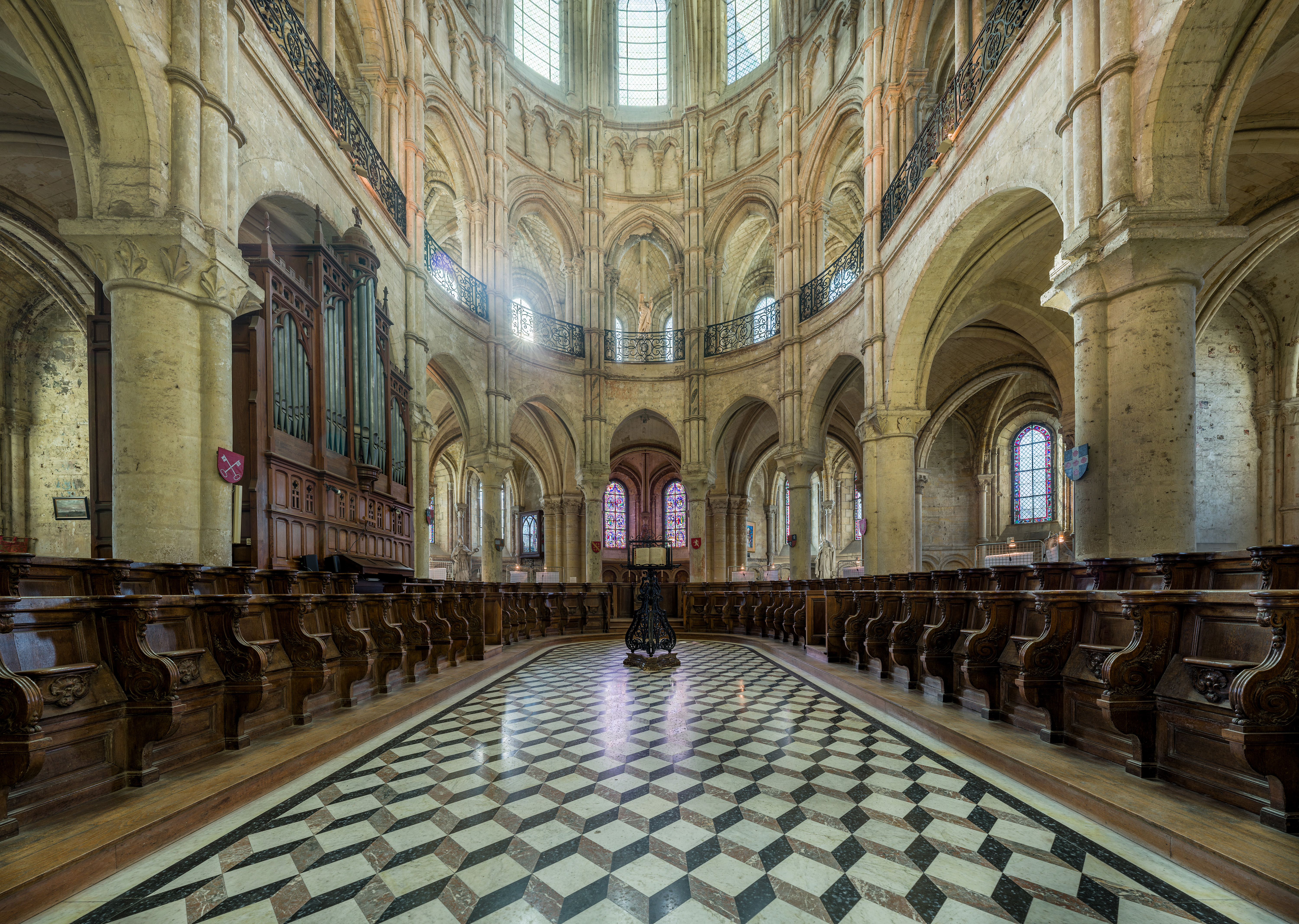
Coro de la catedral Notre-Dame de Noyon
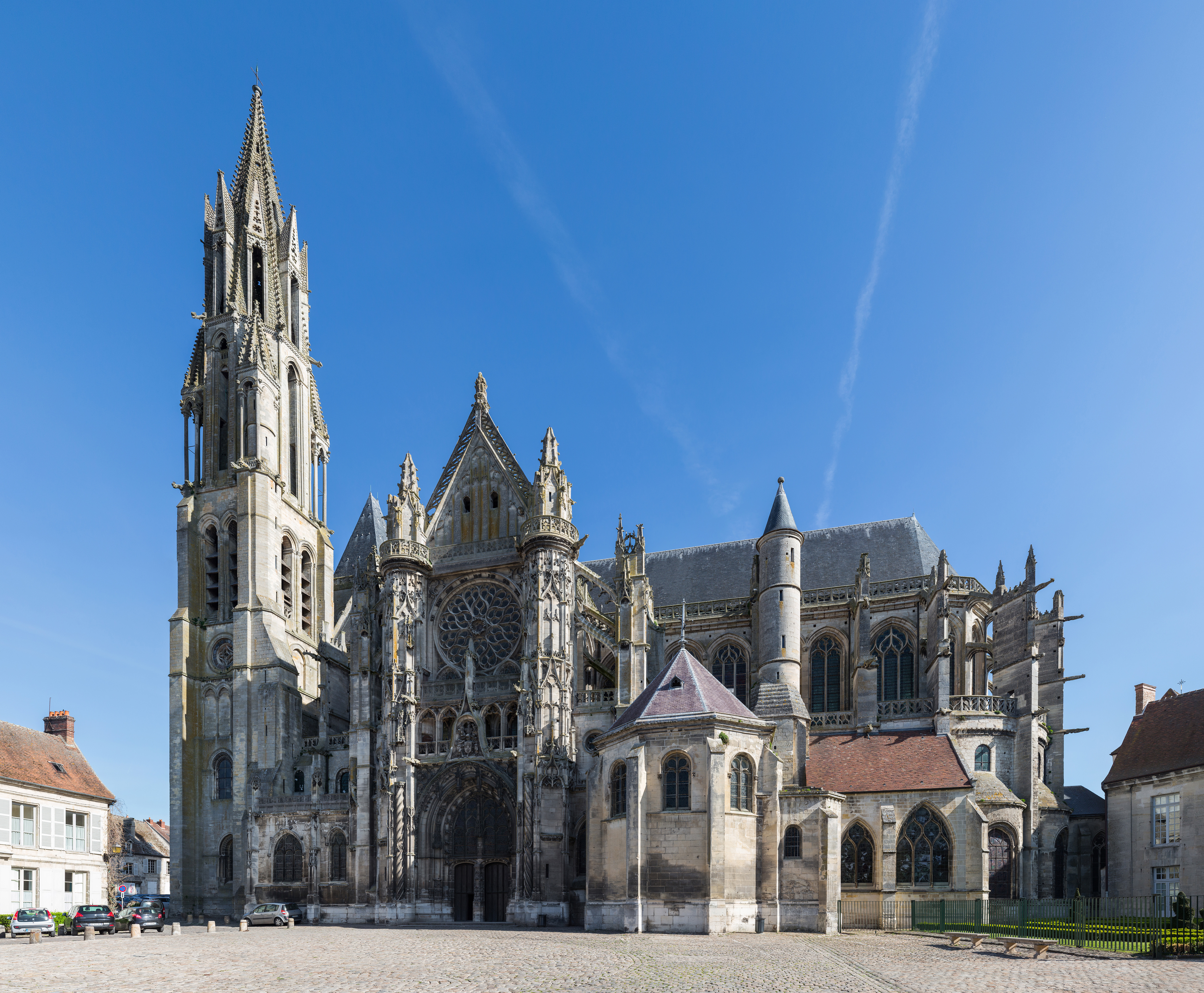
Catedral de Notre-Dame de Senlis
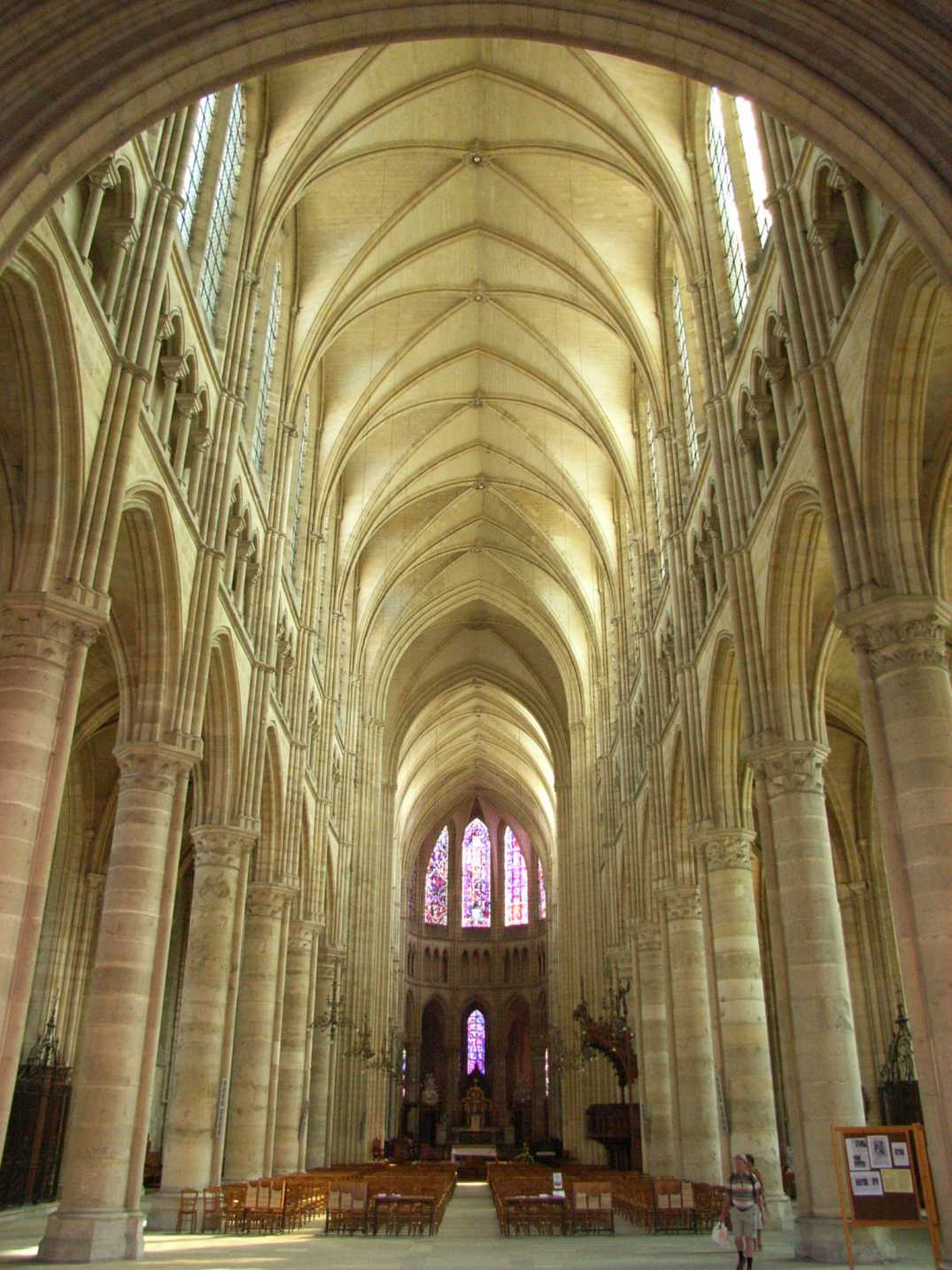
Nave de la catedral Saint-Gervais-et-Saint-Protais de Soissons
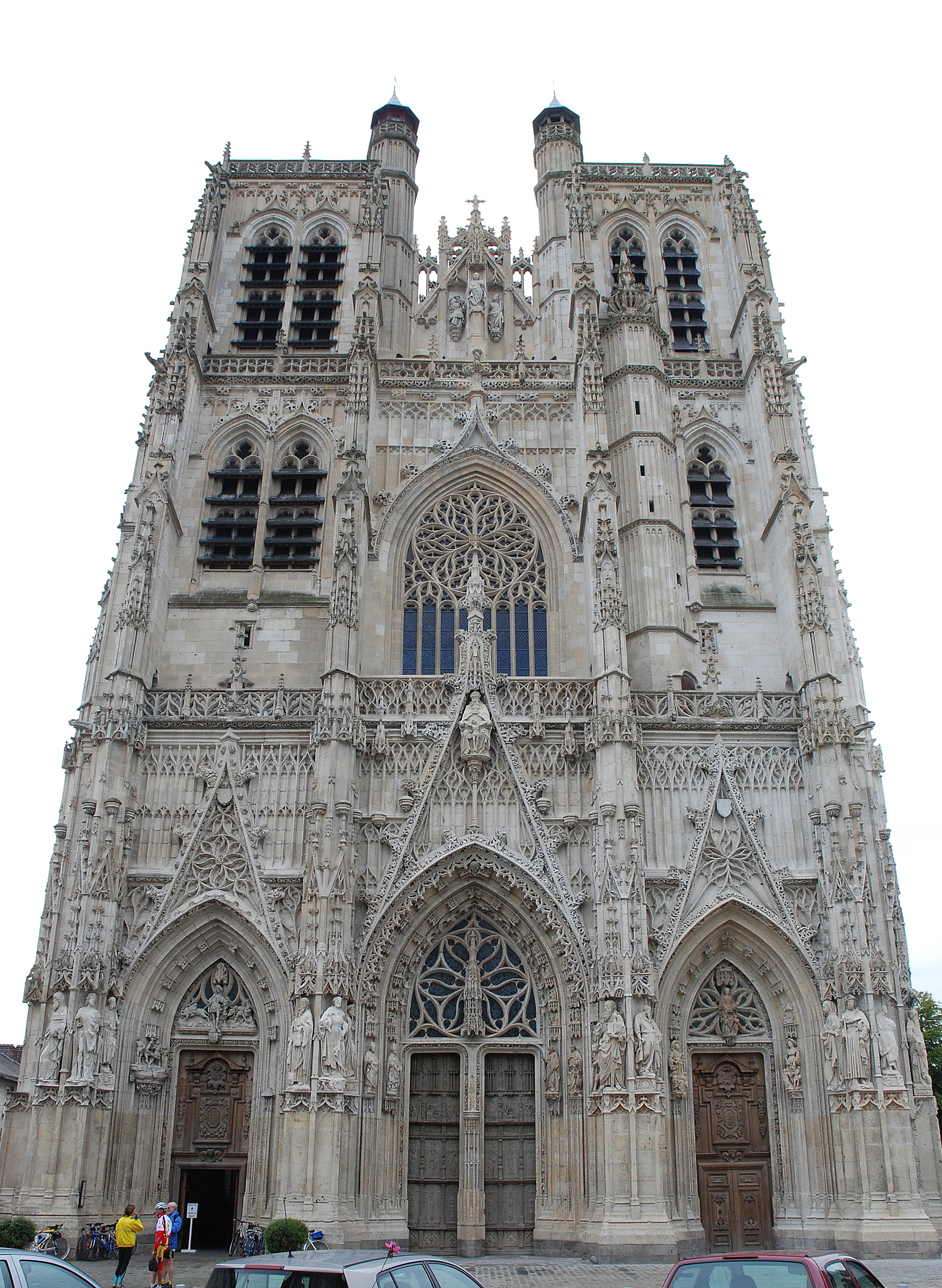
Colegiata de Saint-Vulfran de Abbeville
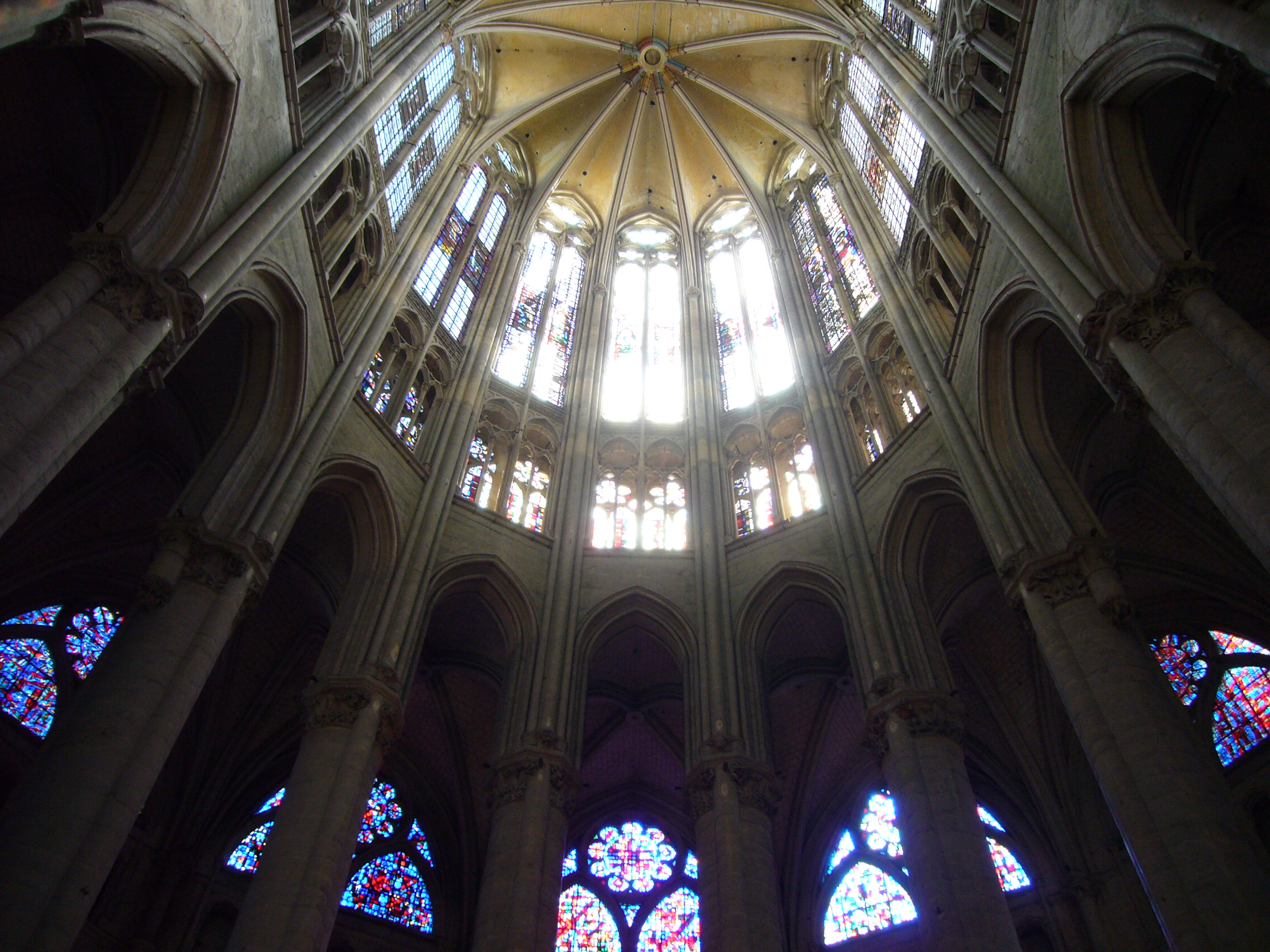
Ábside de la catedral Saint-Pierre de Beauvais
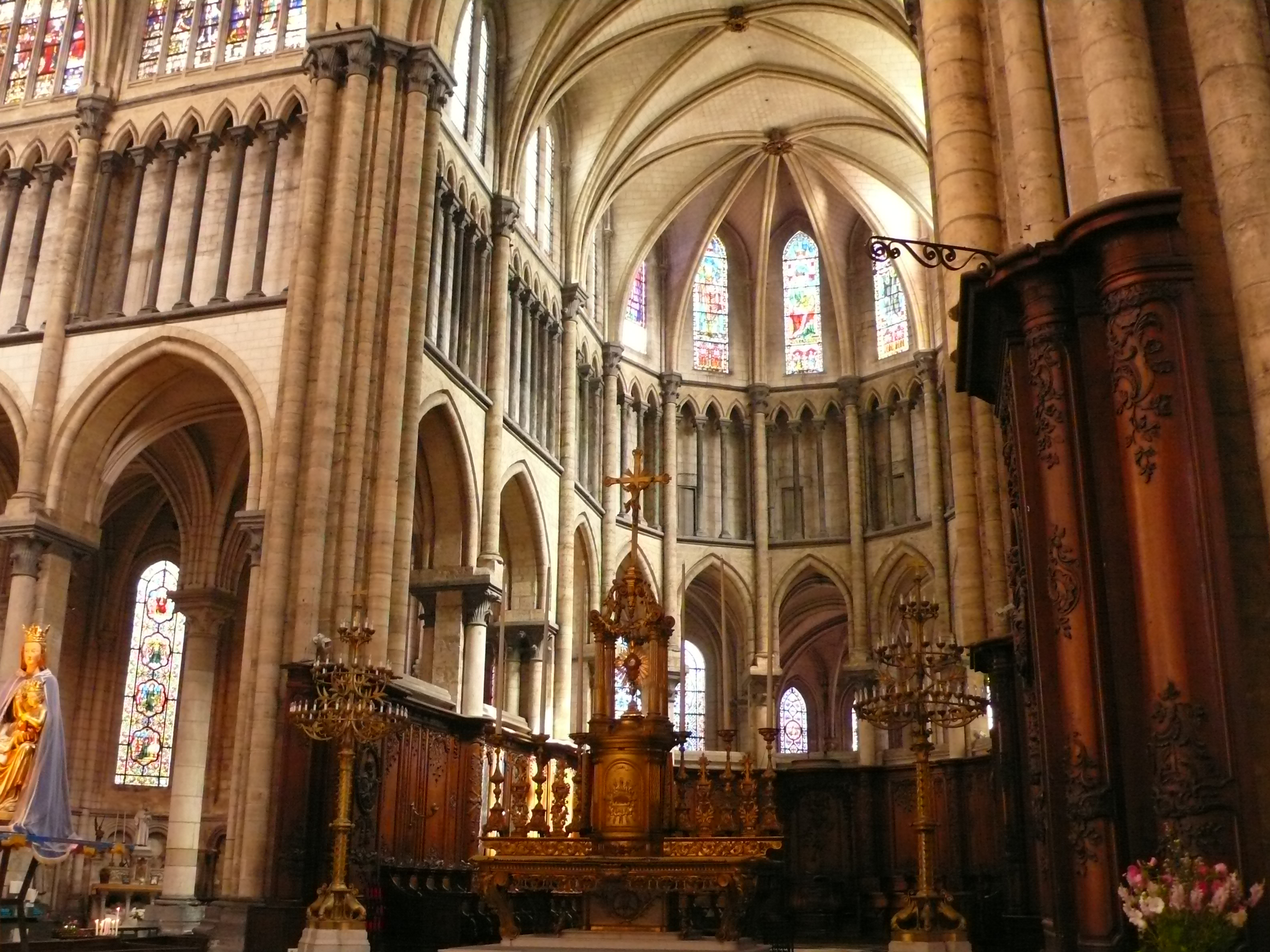
Coro de la catedral Notre-Dame de Saint-Omer
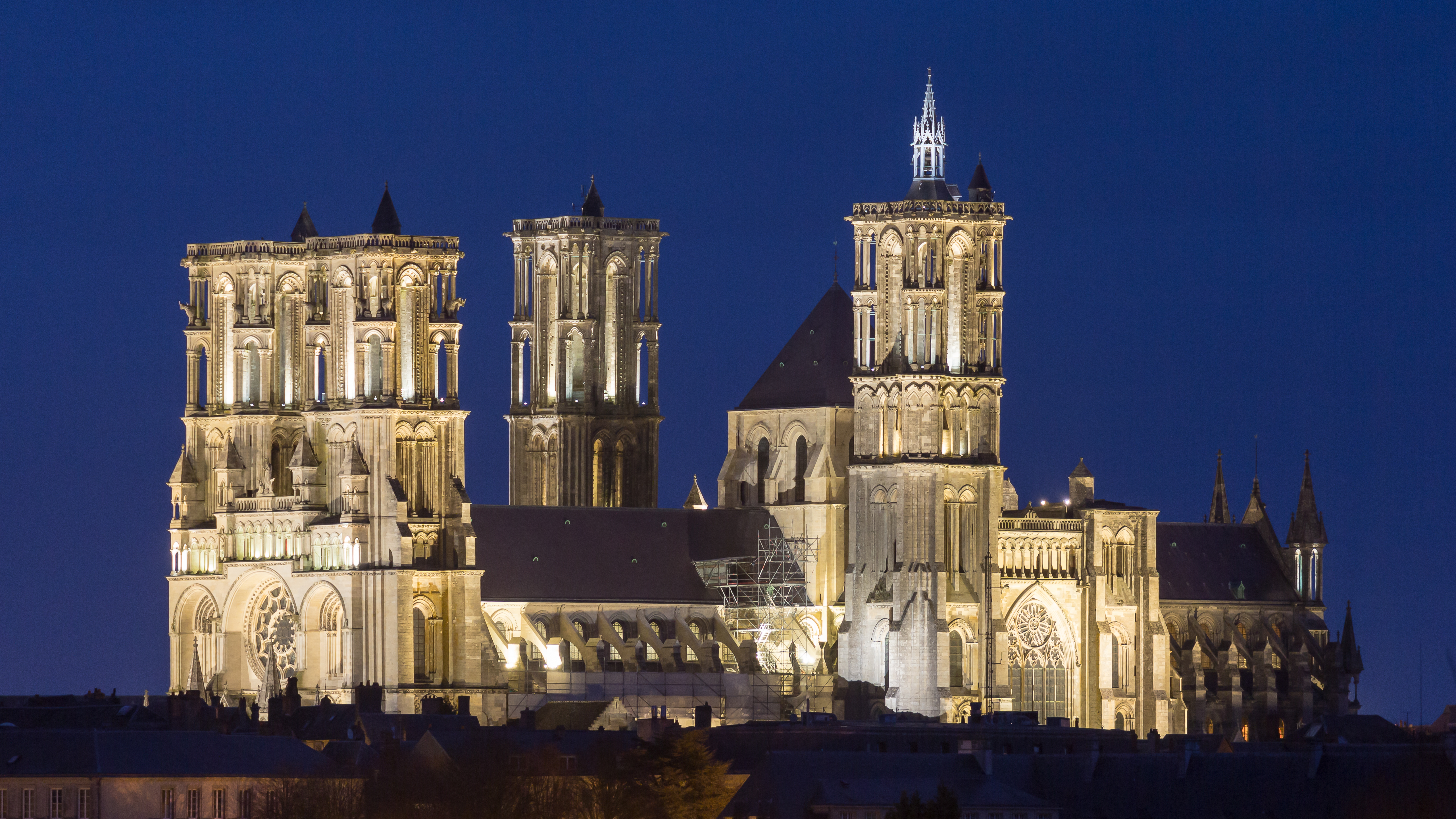
Catedral Notre-Dame de Laon

#### Las ciudadelas y villas fortificadas
La región de Alta Francia reúne un gran número de ciudadelas y villas fortificadas construidas en la Edad Media y transformadas en los tiempos modernos (especialmente por Vauban), entre ellas:
- la villa fortificada de Boulogne-sur-Mer y la ciudadela de Montreuil-sur-Mer;
- la ciudadela de Doullens y la ciudadela de Amiens, construidas en el siglo XVI y transformadas por Jean Errard a principios del siglo XVII;
- las ciudadelas de Arras, de Lille, de Maubeuge, de Calais, de Quesnoy, de Bergues, de Gravelines, de Condé-sur-l'Escaut, el fuerte de Ambleteuse, etc.

#### Loschâteaux
El sur de la región conserva algunos castillos medievales notables, como los castillos de Coucy, de Septmonts, de Fère-en-Tardenois y de La Ferté-Milon. El Castillo de Pierrefonds, por su parte, fue completamente restaurado bajo el Segundo Imperio francés por Viollet-le-Duc. Otros castillos han conocido un desarrollo importante en los tiempos modernos, como el Castillo de Compiègne, reconstruido en estilo clásico por Louis XV, y que fue residencia imperial. Contiene un vasto jardín a la inglesa y dos museos nacionales: el museo del Segundo Imperio y el museo del automóvil y el turismo. El castillo de Chantilly es la sede del museo Condé, que conserva un rico patrimonio artístico, y cuenta con un jardín diseñado por Le Nôtre y los destacados establos del siglo XVIII, que alojan el Museo del Caballo. El Castillo de Blérancourt alberga un museo franco-americano.
En Somme, el Castillo de Rambures del siglo XV, está bien conservado. En Pas-de-Calais, se puede mencionar el Castillo de Hardelot, de estilo neo-Tudor y dedicado hoy a las relaciones franco-británicas, el Castillo de Boulogne-sur-Mer, que alberga un museo de arqueología antigua y de etnografía, y el castillo medieval de Olhain.

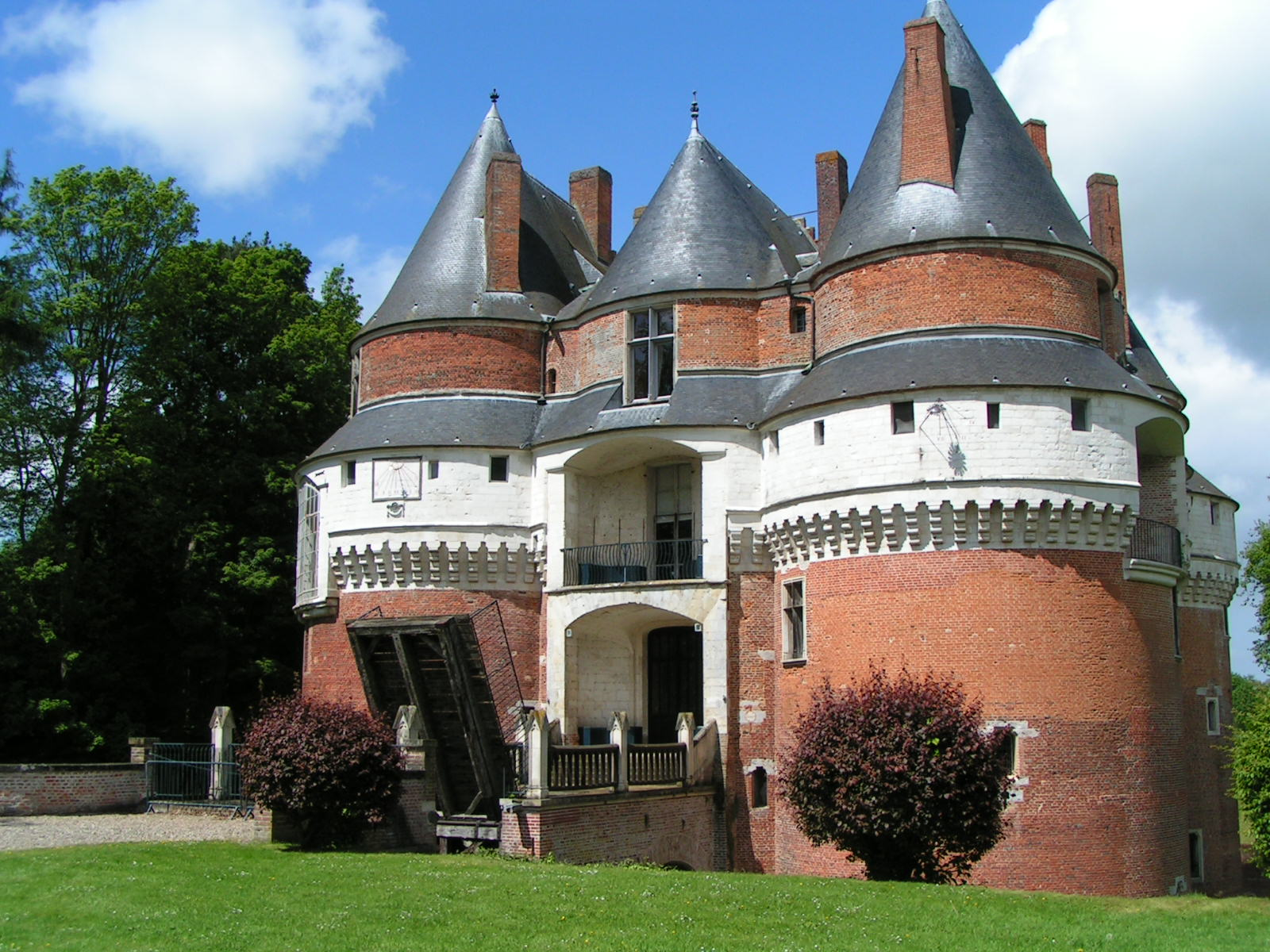
Château de Rambures
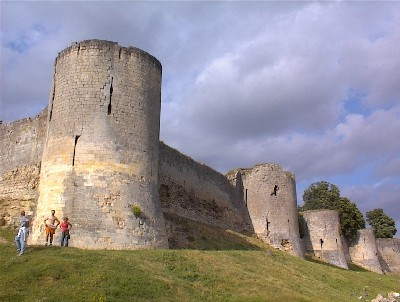
Château de Coucy
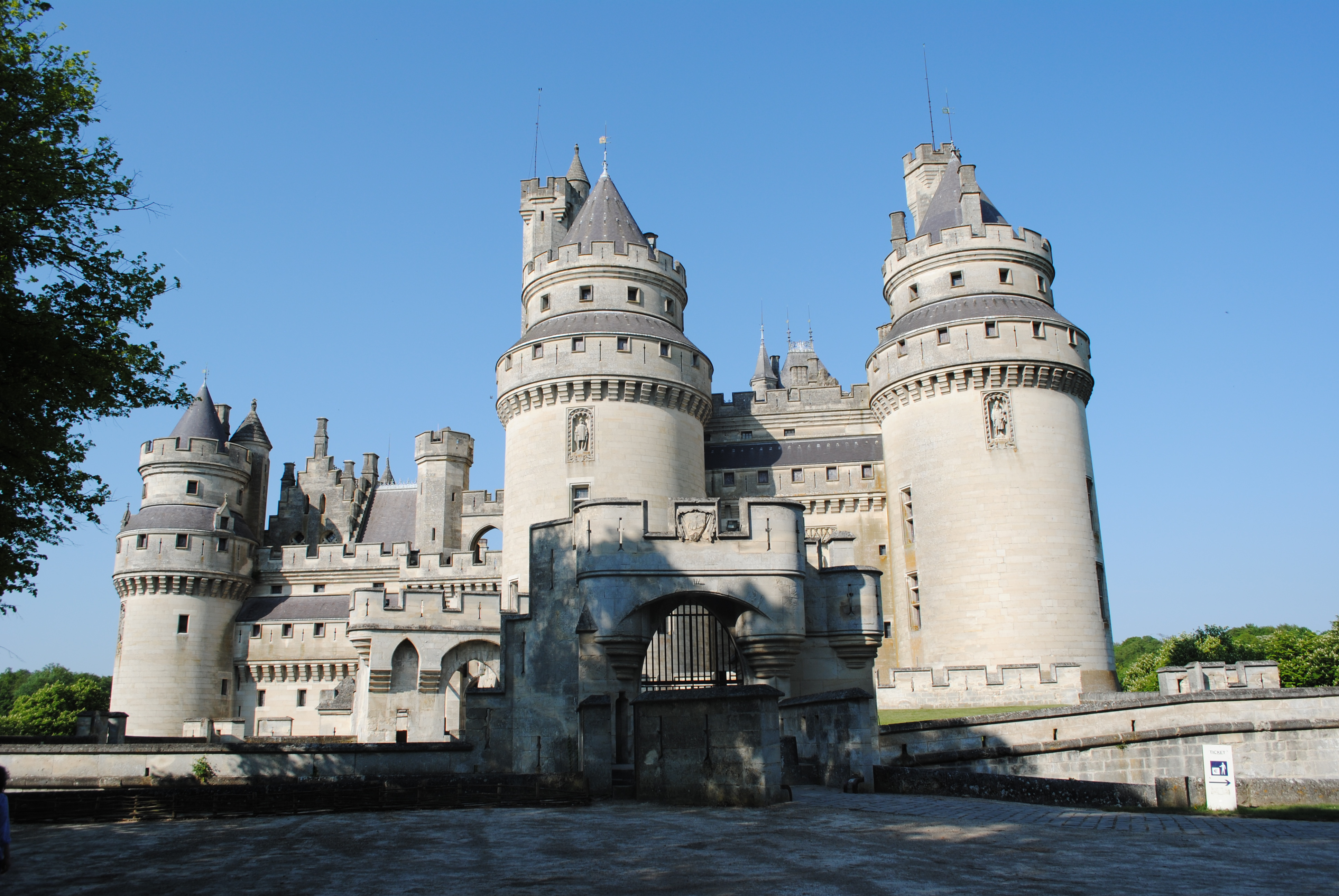
Château de Pierrefonds
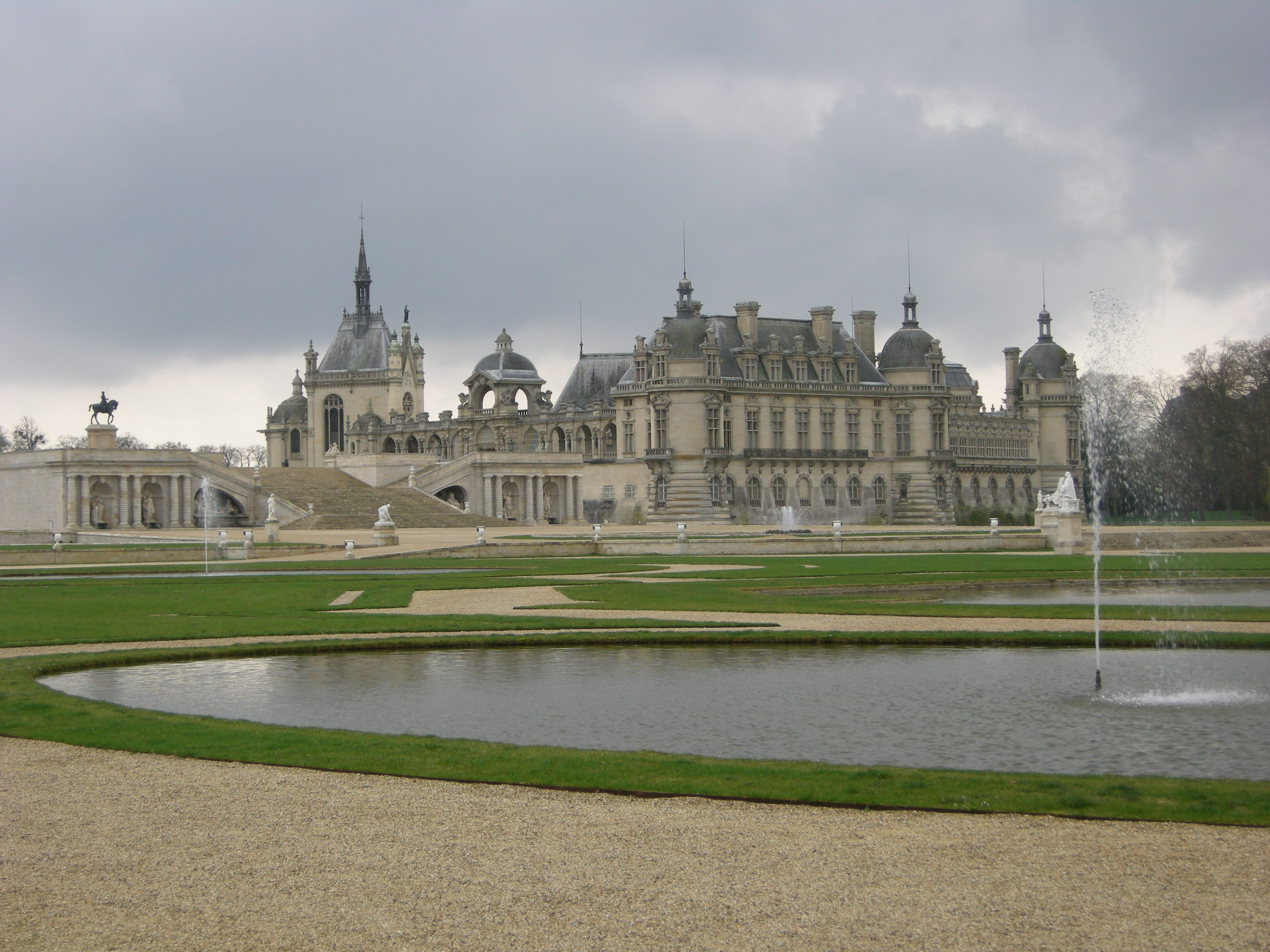
Château de Chantilly
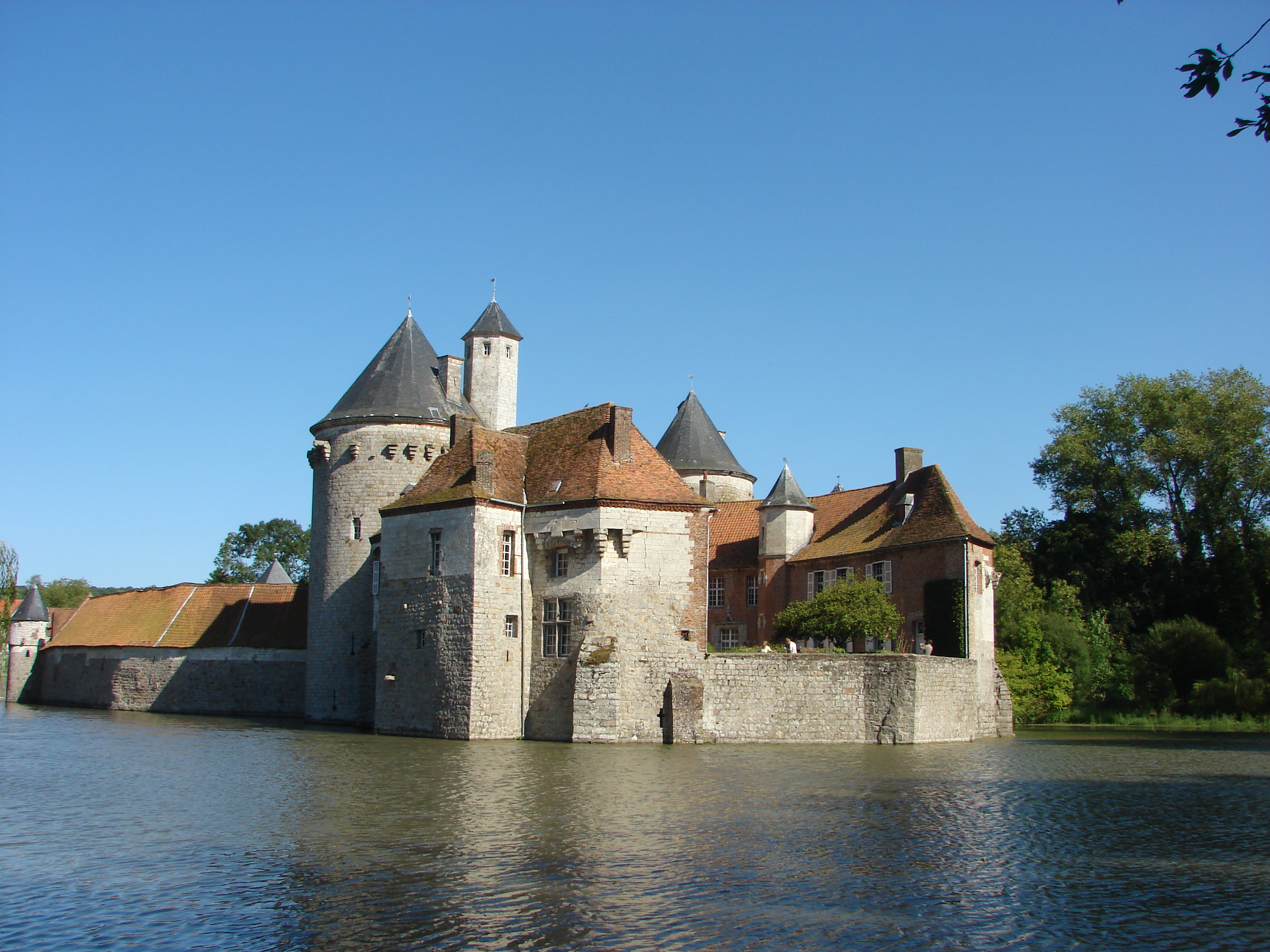
Château de Olhain

### Villes et Pays d'Art et d'Histoire

#### Villes d'Art et d'Histoire
- Arras (Pas-de-Calais)
- Beauvais (Oise)
- Boulogne-sur-Mer (Pas-de-Calais)
- Cambrai (Nord)
- Chantilly (Oise)
- Laon (Aisne)
- Lille (Nord)
- Noyon (Oise)
- Roubaix (Nord)
- Saint-Quentin (Aisne)
- Valenciennes (Nord)
- Soissons (Aisne)

#### Pays d'Art et d'Histoire
- Amiens Métropole (Somme)
- Pays de Saint-Omer (Pas-de-Calais)
- Pays de Lens-Liévin (Pas-de-Calais)